# Blekvingad glansstare
Blekvingad glansstare (Onychognathus nabouroup) är en fågel i familjen starar inom ordningen tättingar.

## Utseende och läte
Blekvingad glansstare är en stor och glansigt svart stare som uppvisar vitaktiga vingfläckar i flykten. Den ses ibland tillsammans med rödvingad glansstare, men denna har tegelröda vingfläckar, en avsmalnad och inte tvärt avskuren stjärt och mörkröda, ej orangefärgade ögon. Ett ringande melodiskt "preeeeooo" hörs i flykten och från sittande fågel varierade melodier.

## Utbredning och systematik
Fågeln förekommer i öknar från sydvästra Angola till Namibia och det torra inre Sydafrika. Den behandlas som monotypisk, det vill säga att den inte delas in i några underarter.

## Levnadssätt
Blekvingad glansstare är stannfågel i halvöken och öken. Den föredrar klippiga områden, men kan också ses i städer och buskmarker födosökande efter frukt och ryggradslösa djur. Arten häckar delvis i kolonier på klippavsatser mellan oktober och april.

## Status
Arten har ett stort utbredningsområde och beståndet anses vara stabilt. Internationella naturvårdsunionen IUCN listar den därför som livskraftig (LC).